# Coutansouze
Coutansouze est une commune française située dans le département de l'Allier, en région Auvergne-Rhône-Alpes.

## Géographie

### Localisation
Le village de Coutansouze est situé entre 380 et 670 mètres d'altitude, à 46 km au nord-ouest de Vichy, la grande ville la plus proche, et à environ 25 km du parc naturel régional des volcans d'Auvergne.
Cinq communes sont limitrophes :
| Louroux-de-Bouble |             | Chirat-l'Église |
|                   | Coutansouze | Bellenaves      |
| Échassières       | Lalizolle   |                 |

### Hydrographie
Coutansouze est arrosée par le Belon à l'ouest, dont le cours correspond à peu près à la limite avec les communes de Louroux-de-Bouble et de Chirat-l'Église, et son affluent, la Plaine, à l'est. Le Bélon se jette dans la Bouble, qui rejoint la Sioule, qui elle même est un affluent de la rivière Allier.

### Transports
Le territoire communal est traversé par les routes départementales 118 (reliant Chirat-l'Église à la D 987, à la frontière communale avec Lalizolle), 185 (reliant Louroux-de-Bouble au centre-bourg) et 284 (reliant le centre-bourg à Lalizolle).
La ligne de Commentry à Gannat passe également sur le territoire communal. La gare la plus proche est située à Louroux-de-Bouble, desservie par des trains TER Auvergne reliant Montluçon à Clermont-Ferrand.

### Climat
Pour des articles plus généraux, voir Climat d'Auvergne-Rhône-Alpes et Climat de l'Allier.
En 2010, le climat de la commune est de type climat océanique dégradé des plaines du Centre et du Nord, selon une étude du CNRS s'appuyant sur une série de données couvrant la période 1971-2000. En 2020, Météo-France publie une typologie des climats de la France métropolitaine dans laquelle la commune est exposée à un climat de montagne ou de marges de montagne et est dans la région climatique Ouest et nord-ouest du Massif Central, caractérisée par une pluviométrie annuelle de 900 à 1 500 mm, maximale en automne et en hiver.
Pour la période 1971-2000, la température annuelle moyenne est de 10,3 °C, avec une amplitude thermique annuelle de 15,5 °C. Le cumul annuel moyen de précipitations est de 809 mm, avec 10,6 jours de précipitations en janvier et 7,3 jours en juillet. Pour la période 1991-2020, la température moyenne annuelle observée sur la station météorologique de Météo-France la plus proche, « Echassières_sapc », sur la commune d'Échassières à 7 km à vol d'oiseau, est de 10,3 °C et le cumul annuel moyen de précipitations est de 847,3 mm,. Pour l'avenir, les paramètres climatiques de la commune estimés pour 2050 selon différents scénarios d'émission de gaz à effet de serre sont consultables sur un site dédié publié par Météo-France en novembre 2022.

## Urbanisme

### Typologie
Au 1er janvier 2024, Coutansouze est catégorisée commune rurale à habitat dispersé, selon la nouvelle grille communale de densité à 7 niveaux définie par l'Insee en 2022.
Elle est située hors unité urbaine et hors attraction des villes,.

### Occupation des sols

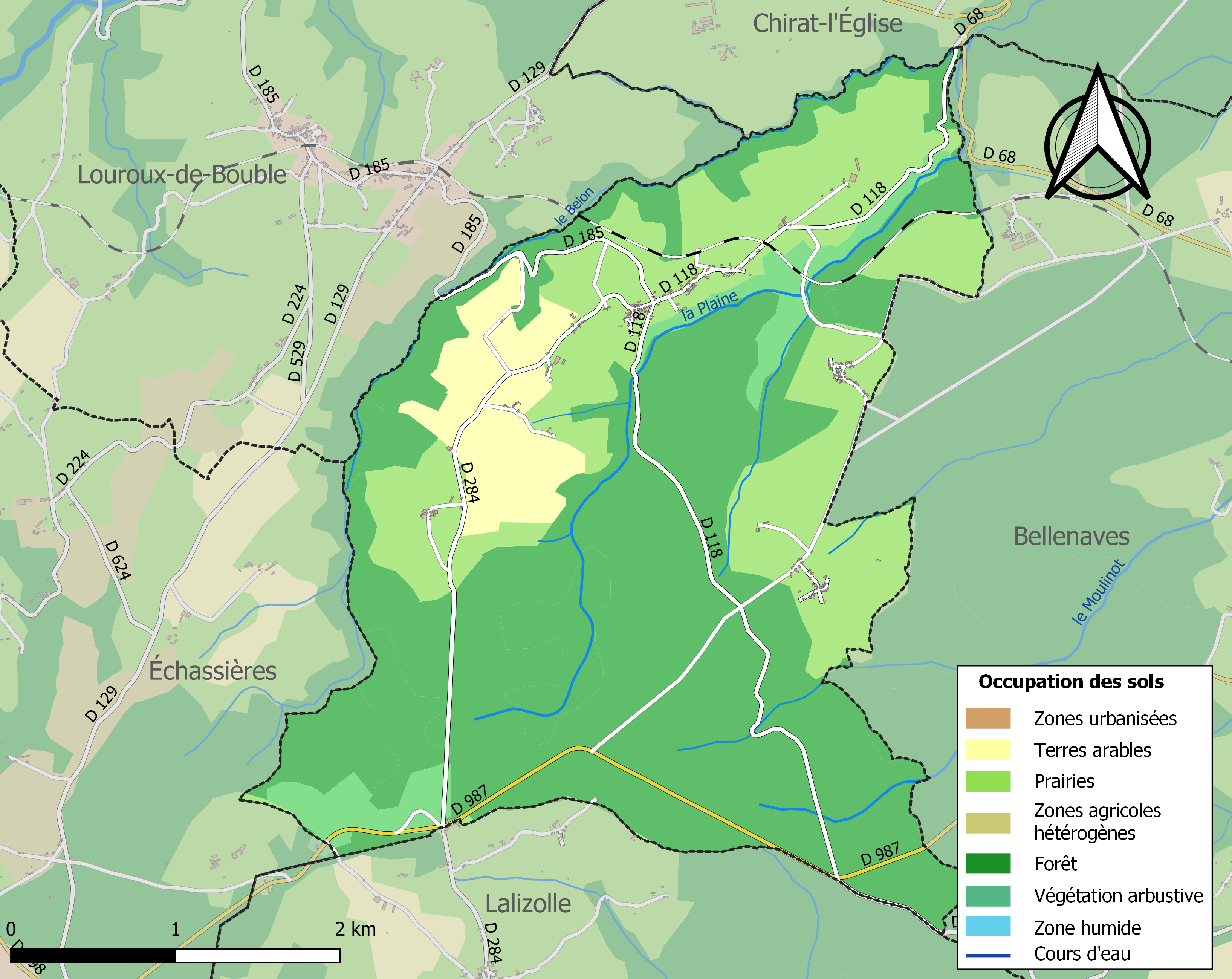
Carte des infrastructures et de l'occupation des sols de la commune en 2018 (CLC).

L'occupation des sols de la commune, telle qu'elle ressort de la base de données européenne d’occupation biophysique des sols Corine Land Cover (CLC), est marquée par l'importance des forêts et milieux semi-naturels (65,2 % en 2018), une proportion sensiblement équivalente à celle de 1990 (65,5 %). La répartition détaillée en 2018 est la suivante :
forêts (60,3 %), prairies (27,9 %), terres arables (6,8 %), milieux à végétation arbustive et/ou herbacée (5 %).
L'IGN met par ailleurs à disposition un outil en ligne permettant de comparer l’évolution dans le temps de l’occupation des sols de la commune (ou de territoires à des échelles différentes). Plusieurs époques sont accessibles sous forme de cartes ou photos aériennes : la carte de Cassini (XVIIIe siècle), la carte d'état-major (1820-1866) et la période actuelle (1950 à aujourd'hui).

## Toponymie
L'origine du nom de Coutansouze vient du vieux français « Contençose » étant « une ferme dont la propriété est litigieuse, contentieuse". »
Contensiose au XIIIe siècle. Le nom est Contansouse en bourbonnais du Croissant,.

## Histoire
Durant l'Antiquité, l'actuelle commune de Coutansouze faisait partie du territoire des Bituriges.
Au Moyen Âge, la paroisse de Coutansouze faisait partie du Berry médiéval puis à l'époque moderne de l'ancienne province du Bourbonnais, de la Généralité de Moulins (élection de Gannat) et toujours du diocèse de Bourges.
La commune est située en forêt des Colettes, qui abritait au XVIIe siècle une importante population de faux-sauniers. Ceux-ci vivaient du trafic du sel qui, à l’époque, était lourdement taxé par la Couronne (impôt de la gabelle). En 1704, l'intendant de Moulins estimait que le nombre de personnes vivant de ce trafic était entre 500 et 600 personnes.

## Politique et administration

### Découpage territorial
Depuis le 1er janvier 2017, afin que les arrondissements du département « correspondent à une meilleure cohérence administrative et [à une] adaptation aux bassins de vie », la commune est retirée de l'arrondissement de Montluçon pour être rattachée à celui de Vichy.

### Administration municipale
Le maire sortant, Denis James, a été réélu au premier tour des élections municipales de 2020. Le conseil municipal, réuni en mai 2020 pour élire le maire, a désigné deux adjoints.
| Période                                  | Période                       | Identité      | Étiquette | Qualité           |
| ---------------------------------------- | ----------------------------- | ------------- | --------- | ----------------- |
| Les données manquantes sont à compléter. |                               |               |           |                   |
| mars 1983                                | juillet 2005                  | Robert Dufour |           |                   |
| 2005                                     | En cours (au 10 juillet 2023) | Denis James   |           | Réélu en mai 2020 |

## Population et société

### Démographie
L'évolution du nombre d'habitants est connue à travers les recensements de la population effectués dans la commune depuis 1793. Pour les communes de moins de 10 000 habitants, une enquête de recensement portant sur toute la population est réalisée tous les cinq ans, les populations de référence des années intermédiaires étant quant à elles estimées par interpolation ou extrapolation. Pour la commune, le premier recensement exhaustif entrant dans le cadre du nouveau dispositif a été réalisé en 2006.

En 2022, la commune comptait 158 habitants, en évolution de +3,27 % par rapport à 2016 (Allier : −1,38 %, France hors Mayotte : +2,11 %).
| 1793 | 1800 | 1806 | 1821 | 1831 | 1836 | 1841 | 1846 | 1851 |
| ---- | ---- | ---- | ---- | ---- | ---- | ---- | ---- | ---- |
| 266  | 305  | 453  | 597  | 521  | 513  | 540  | 525  | 548  |

| 1856 | 1861 | 1866 | 1872 | 1876 | 1881 | 1886 | 1891 | 1896 |
| ---- | ---- | ---- | ---- | ---- | ---- | ---- | ---- | ---- |
| 529  | 487  | 536  | 592  | 640  | 651  | 567  | 573  | 506  |

| 1901 | 1906 | 1911 | 1921 | 1926 | 1931 | 1936 | 1946 | 1954 |
| ---- | ---- | ---- | ---- | ---- | ---- | ---- | ---- | ---- |
| 459  | 443  | 432  | 348  | 322  | 310  | 319  | 235  | 227  |

| 1962 | 1968 | 1975 | 1982 | 1990 | 1999 | 2006 | 2011 | 2016 |
| ---- | ---- | ---- | ---- | ---- | ---- | ---- | ---- | ---- |
| 167  | 179  | 155  | 129  | 103  | 109  | 121  | 131  | 153  |

| 2021 | 2022 | - | - | - | - | - | - | - |
| ---- | ---- | - | - | - | - | - | - | - |
| 156  | 158  | - | - | - | - | - | - | - |

## Culture locale et patrimoine

### Lieux et monuments
- Viaduc du Belon de 1869, inscrit à linventaire des monuments historiques. Site classé au titre du patrimoine naturel.
- Viaduc de la Perrière, viaduc courbe en pierres de 1869.
- 7 lavoirs entretenus : Villard, deux à la croix des bois, perriere, deux aux Fayes, proximité du bourg.
- Forêt des Colettes. Hêtraie sous protection natura 2000.
- Vestiges de l'église Saint Gervais et Saint Protais à l'Etang. Site privé.

### Personnalités liées à la commune
Sasha Zhoya, champion d'Europe et du monde junior du 110 m haies, champion de France 2023 et 6e au championnat du monde 2023 à Budapest. Sa famille maternelle possède une maison dans le bourg et Sasha Zhoya vient régulièrement à Coutansouze.
Jean Delfosse, né à Coutansouze, enfance dans la maisonnette aujourd'hui démolie qui était située derrière le cimetière. Décédé en 2012. Personnage fantasque, artiste à la fois sculpteur, conteur et écrivain, après avoir été mouleur-fondeur, officier de marine, spécialiste de la radioprotection au Commissariat à l’Énergie Atomique et chef d’entreprise en créant Médisystem, spécialisée dans la médecine nucléaire.